# Olga Wasdeki
Olga Wasdeki (gr.: Όλγα Βασδέκη, Ólga Vasdéki̱; ur. 26 września 1973 w Wolosie) – grecka lekkoatletka, która specjalizowała się w trójskoku.
Trzy razy startowała w igrzyskach olimpijskich (Atlanta 1996, Sydney 2000 oraz Ateny 2004). Trzecia zawodniczka mistrzostw świata (1999). W 1996 roku zdobyła brązowy medal halowych mistrzostw Europy, a dwa lata później – w 1998 w Budapeszcie – wygrała letnie mistrzostwa Starego Kontynentu. Mistrzyni igrzysk śródziemnomorskich z 1997 roku. Była pierwszą w historii rekordzistką Grecji w kobiecym trójskoku – 29 maja 1993 osiągnęła wynik 13,37. W kolejnych latach jeszcze sześć razy poprawiała rekord swojego kraju na otwartym stadionie. Sześciokrotna mistrzyni Grecji. Rekord życiowy: stadion – 14,64 (11 września 1998, Johannesburg); hala – 14,51 (24 lutego 1999, Pireus).
Młodsza siostra Spirosa Wasdekisa.

## Osiągnięcia
| Rok  | Impreza                    | Miejsce      | Pozycja          | Wynik |
| ---- | -------------------------- | ------------ | ---------------- | ----- |
| 1996 | Halowe mistrzostwa Europy  | Sztokholm    | 3. miejsce       | 14,30 |
| 1996 | Igrzyska olimpijskie       | Atlanta      | 5. miejsce       | 14,44 |
| 1997 | Igrzyska śródziemnomorskie | Bari         | 1. miejsce       | 14,13 |
| 1997 | Mistrzostwa świata         | Ateny        | 4. miejsce       | 14,62 |
| 1998 | Halowe mistrzostwa Europy  | Walencja     | 4. miejsce       | 14,29 |
| 1998 | Mistrzostwa Europy         | Budapeszt    | 1. miejsce       | 14,55 |
| 1998 | Puchar świata              | Johannesburg | 1. miejsce       | 14,64 |
| 1999 | Mistrzostwa świata         | Sewilla      | 3. miejsce       | 14,61 |
| 2000 | Igrzyska olimpijskie       | Sydney       | 7. miejsce       | 14,15 |
| 2003 | Halowy puchar Europy       | Lipsk        | 2. miejsce       | 14,07 |
| 2003 | Halowe mistrzostwa świata  | Birmingham   | el. – 8. miejsce | 13,87 |
| 2003 | Mistrzostwa świata         | Paryż        | 12. miejsce      | 14,08 |
| 2004 | Halowe mistrzostwa świata  | Budapeszt    | el. – 6. miejsce | 14,25 |
| 2004 | Igrzyska olimpijskie       | Ateny        | 11. miejsce      | 14,34 |